# グレイト・ロック・クラシックス
『グレイト・ロック・クラシックス』（原題：Still The Same... Great Rock Classics Of Our Time）は、2006年発表のロッド・スチュワートのアルバムで、全曲カヴァー。
2002年から2005年にかけて『ザ・グレイト・アメリカン・ソングブック』シリーズを発表してきたロッドが「ロックに回帰」を宣言して本作を発表した。

## 収録曲
1. 雨を見たかい "Have You Ever Seen the Rain" (John Fogerty) - 3:12
オリジナルはクリーデンス・クリアウォーター・リバイバル
2. 愛に狂って "Fooled Around and Fell in Love" (Elvin Bishop) - 3:48
オリジナルはエルヴィン・ビショップ
3. スタンド・バイ・ユー "I'll Stand By You" (Chrissie Hynde, Thomas Kelly, William Steinberg) - 4:29
オリジナルはプリテンダーズ
4. スティル・ザ・セイム "Still the Same" (Bob Seger) - 3:38
オリジナルはボブ・シーガー
5. イッツ・ア・ハートエイク "It's a Heartache" (Ronnie Scott, Steve Wolfe) - 3:32
オリジナルはボニー・タイラー
6. デイ・アフター・デイ "Day After Day" (Peter Ham) - 3:07
オリジナルはバッドフィンガー
7. ミッシング・ユー "Missing You" (Mark Leonard, Charles Sandford, John Waite) - 4:18
オリジナルはジョン・ウェイト
8. 父と子 "Father & Son" (Cat Stevens) - 3:36
オリジナルはキャット・スティーヴンス
9. 我が愛の至上 "The Best of My Love" (Don Henley, Glenn Frey, J. D. Souther) - 3:44
オリジナルはイーグルス
10. イフ・ノット・フォー・ユー "If Not for You" (Bob Dylan) - 3:36
オリジナルはボブ・ディラン
11. ラヴ・ハーツ "Love Hurts" (Boudleaux Bryant) - 3:47
オリジナルはエヴァリー・ブラザース
12. 涙の想い出 "Everything I Own" (David Gates) - 3:06
オリジナルはブレッド
13. クレイジー・ラヴ "Crazy Love" (Van Morrison) - 2:42
オリジナルはヴァン・モリソン
14. レイ・ダウン・サリー（日本盤ボーナス・トラック） "Lay Down Sally" (Eric Clapton, Marcy Levy, George Terry) - 4:00
オリジナルはエリック・クラプトン